# 新潟県小学校の廃校一覧
新潟県小学校の廃校一覧（にいがたけんしょうがっこうのはいこういちらん）は、新潟県内の廃校になった小学校の一覧。対象となるのは、学制改革（1947年）以降に廃校となった小学校、および分校である。学校名は廃校当時のもの。廃校時に小学校が所在していた自治体がその後、合併により消滅している場合は、現行の自治体に含める。また現在休校中の県内の小学校や分校も、参考として本項に記載する。
（）内は、廃校になった年である。

## 新潟市
- 新潟市立丸潟小学校（1979年新潟市立東曾野木小学校へ統合）[1]
- 新潟市立大畑小学校（1989年新潟市立新潟小学校へ統合）[2]
- 新潟市立太郎代小学校（1994年新潟市立南浜小学校へ統合）[3]
- 新潟市立礎小学校（1998年新潟小へ統合）[2]
- 新潟市立万代小学校（2001年新設の新潟市立万代長嶺小学校へ統合）[4]
- 新潟市立長嶺小学校（同上）[4][5]
- 新潟市立木場小学校（2004年新設の新潟市立黒埼南小学校へ統合）[6]
- 新潟市立板井小学校（同上）[6]
- 新潟市立黒鳥小学校（同上）[6]
- 新潟市立市之瀬小学校（2011年結小の一部と共に新潟市立荻川小学校へ統合）[7]
- 新潟市立豊照小学校（2015年新設の新潟市立日和山小学校へ統合）[8]
- 新潟市立湊小学校（同上）[8]
- 新潟市立栄小学校（同上）[8]
- 新潟市立入舟小学校（同上）[8]
- 新潟市立潟東東小学校（2016年新設の新潟市立潟東小学校へ統合）[9]
- 新潟市立潟東西小学校（同上）[9]
- 新潟市立潟東南小学校（同上）[9]
- 新潟市立満日小学校（2017年新潟市立阿賀小学校へ統合）[10]
- 新潟市立太田小学校（2018年新潟市立葛塚東小学校へ統合）[11]
- 新潟市立笹山小学校（2020年新潟市立木崎小学校へ統合）[12]
- 新潟市立豊栄南小学校（2024年新潟市立葛塚小学校へ統合）[13]

黒埼村（1973年黒埼町へ町制施行、2001年廃止）
- 黒埼村立大野小学校鳥原分教場（1948年閉校）[14]

新津市（2005年廃止）
- 新津市立小合西小学校（1965年新設の新潟市立小合小学校〈当時：新津市立〉へ統合）[15]
- 新津市立小合南小学校（同上）[15]

白根市（2005年廃止）
- 白根市立高井小学校（1976年新設の新潟市立根岸小学校〈当時：白根市立〉へ統合）[16]
- 白根市立松橋小学校（同上）[16]
- 白根市立大郷小学校（1983年新設の新潟市立大鷲小学校〈当時：白根市立〉へ統合）[17]
- 白根市立鷲巻小学校（同上）[17]
- 白根市立小林小学校〈旧〉（1983年新制の新潟市立小林小学校〈当時：白根市立〉へ統合）[18]
- 白根市立戸頭小学校（同上）[18]
- 白根市立臼井小学校〈旧〉（1995年新制の新潟市立臼井小学校〈当時：白根市立〉へ統合）[19]
- 白根市立戸石小学校（同上）[19]

豊栄市（2005年廃止）
- 豊栄市立長場小学校（1972年新設の新潟市立豊栄南小学校〈当時：豊栄市立〉へ統合）[20]
- 豊栄市立岡新田小学校（同上）[20]
- 豊栄市立下土地亀小学校（1979年新設の新潟市立早通南小学校〈当時：豊栄市立〉へ統合）[21]
- 豊栄市立早通小学校（同上）[21]
- 豊栄市立上土地亀小学校（1983年新潟市立葛塚小学校〈当時：豊栄市立〉へ統合）[22]
- 豊栄市立横井小学校（2002年新潟市立木崎小学校〈当時：豊栄市立〉へ統合）[23]

横越村（1996年横越町へ町制施行、2005年廃止）
- 横越村立横越小学校〈旧〉（1976年新制の新潟市立横越小学校〈当時：横越村立〉へ統合）[24]
- 横越村立小杉小学校（同上）[24]
- 横越村立沢海小学校（同上）[24]
- 横越村立木津小学校（同上）[24]

岩室村（2005年廃止）
- 岩室村立間瀬小学校（1995年新潟市立岩室小学校〈当時：岩室村立〉へ統合）[25]

味方村（2005年廃止）
- 味方村立味方小学校〈旧〉（1975年新制の新潟市立味方小学校〈当時：味方村立〉へ統合）[26]
- 味方村立白根小学校（同上）[26]
- 味方村立七穂小学校（同上）[26]

巻町（2005年廃止）
- 巻町立竹野町小学校（1975年新潟市立巻北小学校〈当時：巻町立〉へ統合）[27]
- 巻町立浦浜小学校（1978年新設の新潟市立巻南小学校〈当時：巻町立〉へ統合）[27]
- 巻町立入徳館小学校（同上）[27]
- 巻町立巻小学校（同上）[27]

漆山村（1955年廃止）
- 漆山村立馬堀小学校（1948年新潟市立漆山小学校〈当時：漆山村立〉へ統合）[28]

中之口村（2005年廃止）
- 中之口村立南小学校（1975年新設の新潟市立中之口西小学校〈当時：中之口村立〉へ統合）[29]
- 中之口村立西小学校（同上）[29]

## 長岡市
- 長岡市立富島小学校（1956年3月15日新設の長岡市立富曽亀小学校へ統合）[30]
- 長岡市立新保小学校（同上）[30]
- 長岡市立芹川小学校（1958年新設の長岡市立下川西小学校へ統合）[31]
- 長岡市立川袋小学校（同上）[31]
- 長岡市立高島小学校（1964年長岡市立十日町小学校へ統合）[32]
- 長岡市立栖吉小学校〈旧〉（1964年新制の長岡市立栖吉小学校へ統合）[33]
- 長岡市立中沢小学校（同上）[33]
- 長岡市立西片貝小学校（同上）[33]
- 長岡市立大積小学校三島谷分校（1964年閉校）[34]
- 長岡市立六日市小学校十二平冬季分校（1965年閉校）[35]
- 長岡市立蓬平小学校（1974年新設の長岡市立太田小中学校へ統合）[36][注釈 1]
- 長岡市立濁沢小学校（同上）[36]
- 長岡市立乙吉小学校（1979年長岡市立浦瀬小学校へ統合）[37]
- 長岡市立王寺川小学校（1980年長岡市立福戸小学校へ統合）[38]
- 長岡市立大積小学校千本分校（1989年閉校）[34]
- 長岡市立竹之高地小学校（1986年太田小竹之高地冬季分校へ移行、1991年休校、2017年6月閉校）[39][注釈 2]
- 長岡市立荷頃小学校（2006年長岡市立栃尾南小学校へ統合）[40]
- 長岡市立桐島小学校（2009年新設の長岡市立和島小学校へ統合）[41]
- 長岡市立島田小学校（同上）[41]
- 長岡市立西谷小学校（2015年栃尾南小へ統合）[42]
- 長岡市立上小国小学校（2017年新設の長岡市立小国小学校へ統合）[43]
- 長岡市立渋海小学校（同上）[43]
- 長岡市立下小国小学校（同上）[43]
- 長岡市立山谷沢小学校（2018年新設の長岡市立岡南小学校へ統合）[44]
- 長岡市立六日市小学校（同上）[44]
- 長岡市立中野俣小学校（2018年栃尾南小へ統合）[45]
- 長岡市立上塩小学校〈2代目〉（2023年栃尾東小へ統合）[46]
- 長岡市立大積小学校（2025年長岡市立青葉台小学校へ統合）[47]
- 長岡市立下塩小学校（2025年栃尾東小へ統合）[47]

越路町（2005年廃止）
- 越路町立石津小学校（1969年新設の長岡市立越路小学校〈当時：越路町立〉へ統合）[48]
- 越路町立来迎寺小学校（同上）[48]
- 越路町立浦小学校（同上）[48]
- 越路町立神谷小学校（同上）[48]
- 越路町立中野島小学校（同上）[48]
- 越路町立岩塚小学校（2004年新設の長岡市立越路西小学校〈当時：越路町立〉へ統合）[49]
- 越路町立塚山小学校（同上）[49]

三島町（2005年廃止）
- 三島町立大都小学校（1955年長岡市立脇野町小学校〈当時：三島町立〉へ統合）[50]
- 三島町立天津小学校（1966年脇野町小へ統合）[50]

栃尾市（2006年廃止）
- 栃尾市立人面小学校（1964年新設の長岡市立下塩小学校〈当時：栃尾市立〉へ統合）[51]
- 栃尾市立熊袋小学校（同上）[51]
- 栃尾市立東谷小学校〈旧〉（1968年新制の長岡市立東谷小学校〈当時：栃尾市立〉へ統合）[52]
- 栃尾市立栃堀小学校（同上）[52]
- 栃尾市立半蔵金小学校田代分校（1978年閉校）
- 栃尾市立樫出小学校（1978年下塩小へ統合）[51]
- 栃尾市立栗山沢小学校（1997年東谷小へ統合）[52]
- 栃尾市立比礼小学校（1997年栃尾南小へ統合）[53]
- 栃尾市立半蔵金小学校（1997年閉校）[54]
- 栃尾市立栃尾東小学校土ヶ谷分校（初め見附市立上北谷小学校[55]〈当時：上北谷村立〉分校、東小前身の栃尾小学校への移管を経て1997年東小本校へ統合）[56]
- 栃尾市立入東小学校（2001年東谷小へ統合）[57]
- 栃尾市立一之貝小学校（2001年栃尾南小へ統合）[40]
- 栃尾市立一之貝小学校軽井沢分校（同上）[40]
- 栃尾市立上塩小学校〈初代〉（2001年新制の上塩小〈2代目〉へ統合）[58]
- 栃尾市立塩川小学校（同上）[58]

寺泊町（2006年廃止）
- 寺泊町立郷本小学校（1969年長岡市立寺泊小学校〈当時：寺泊町立〉へ統合）[59]
- 寺泊町立本山小学校（2004年寺泊小へ統合）[59]
- 寺泊町立野積小学校（2005年寺泊小へ統合）[59]
- 寺泊町立夏戸小学校（2005年長岡市立大河津小学校〈当時：寺泊町立〉へ統合）[60]

与板町（2006年廃止）
- 与板町立黒川小学校（1966年長岡市立与板小学校〈当時：与板町立〉へ統合）[61]

山古志村（2005年廃止）
- 山古志村立種芋原小学校寺野冬季分校（1966年閉校）[62]
- 山古志村立竹沢小学校（2000年新設の長岡市立山古志小学校〈当時：山古志村立〉へ統合）[63]
- 山古志村立池谷小学校（同上）[63]
- 山古志村立種苧原小学校（同上）[63]
- 山古志村立虫亀小学校（同上）[63]
- 山古志村立東竹沢小学校（同上）[63]

小国町（2005年廃止）
- 小国町立結城野小学校（1970年新設の長岡市立上小国小学校〈当時：小国町立〉へ統合）[64]
- 小国町立森光小学校（同上）[64]
- 小国町立増田小学校（1975年上小国小へ統合）[64]
- 小国町立上小国小学校三桶分校（1978年閉校）[64]
- 小国町立上小国小学校山野田分校（1980年閉校）[64]
- 小国町立法末小学校（1988年上小国小へ統合）[64]

川口町（2010年廃止）
- 川口町立西川口小学校（1961年長岡市立川口小学校〈当時：川口町立〉へ統合）[65]
- 川口町立和南津小学校（1973年川口小へ統合）[65]
- 川口町立山ノ相川小学校（田麦山小学校山ノ相川分校から独立、1974年閉校）[66]
- 川口町立田麦山小学校小高分校（1976年閉校）[67]
- 川口町立川口小学校牛ヶ首冬季分校（1976年閉校）[65]
- 川口町立木沢小学校（2004年川口小へ統合）[68]
- 川口町立泉水小学校（2008年川口小へ統合）[65]
- 川口町立田麦山小学校（同上）[65]

## 三条市
- 三条市立荒沢小学校（2014年三条市立森町小学校へ統合）[69]
- 三条市立四日町小学校（2014年新設の三条市立嵐南小学校へ統合）[70]
- 三条市立条南小学校（同上）[70]
- 三条市立南小学校（同上）[70]
- 三条市立三条小学校（2017年三条市立裏館小学校へ統合）[71]
- 三条市立大崎小学校（2018年三条市立大崎中学校と共に三条市立大崎学園へ統合）[72]

下田村（2005年廃止）
- 下田村立早水小学校吉ヶ平分校（1970年森町小学校吉ヶ平分校から改称、1973年閉校）
- 下田村立早水小学校大江冬季分校（森町小学校大江冬季分校から改称、1979年閉校[62]）
- 下田村立森町小学校笠掘分校（1979年閉校）[69]
- 下田村立森町小学校名下分校（1979年閉校）[69]
- 下田村立早水小学校（1992年森町小へ統合）[69]
- 下田村立長沢小学校駒込分校（1994年閉校）[73]
- 下田村立中浦小学校（1996年三条市立飯田小学校〈当時：下田村立〉へ統合）[74]
- 下田村立飯田小学校曲谷分校（同上）[74]

栄村（1981年栄町へ町制施行、2005年廃止）
- 栄村立五加小学校（1958年新設の栄村立北小学校〈現：三条市立栄北小学校〉へ統合）[75]
- 栄村立尾崎小学校（同上）[75]
- 栄村立大和小学校（1963年新設の栄村立中央小学校〈現：三条市立栄中央小学校〉へ統合）[76]
- 栄村立福多小学校（同上）[76]
- 栄村立刈谷田小学校（1973年北小へ統合）[75]

## 柏崎市
- 柏崎市立田尻小学校〈旧〉（1962年新制の柏崎市立田尻小学校へ統合）[77]
- 柏崎市立安田小学校（同上）[77]
- 柏崎市立平井小学校（同上）[77]
- 柏崎市立鏡里小学校（同上）[77]
- 柏崎市立荒浜第一小学校（1965年新設の柏崎市立荒浜小学校へ統合）[78]
- 柏崎市立荒浜第二小学校（同上）[78]
- 柏崎市立笠島小学校（1966年柏崎市立米山小学校へ統合）[79]
- 柏崎市立大平小学校（同上）[79]
- 柏崎市立上米山小学校吉尾分校（1969年閉校）
- 柏崎市立南鯖石小学校大沢分校（1979年閉校）[1]
- 柏崎市立比角小学校さざなみ学園分校（1979年新潟県立柏崎養護学校（現：新潟県立柏崎特別支援学校）への移管により閉校）[80]
- 柏崎市立中通小学校〈旧〉（1980年新制の柏崎市立中通小学校へ統合）[81]
- 柏崎市立中通小学校五十土分校（同上）[81]
- 柏崎市立吉井小学校（同上）[81]
- 柏崎市立高田小学校（1982年新設の柏崎市立新道小学校へ統合）[82]
- 柏崎市立上条小学校（同上）[82]
- 柏崎市立米山小学校大平冬季分校（1985年閉校）[83]
- 柏崎市立別俣小学校（2005年閉校）[84]
- 柏崎市立上米山小学校（2010年柏崎市立鯨波小学校へ統合）[85]
- 柏崎市立北条南小学校（2010年新設の柏崎市立北条小学校〈2代目〉へ統合）[86]
- 柏崎市立北条北小学校（同上）[86]
- 柏崎市立門出小学校（2012年柏崎市立高柳小学校へ統合）[87]
- 柏崎市立野田小学校（2012年新道小へ統合）[82]
- 柏崎市立鯖石小学校〈旧〉（2012年新制の柏崎市立鯖石小学校へ統合）[88]
- 柏崎市立南鯖石小学校（同上）[88]
- 柏崎市立高浜小学校（2012年荒浜小へ統合）[78]
- 柏崎市立石地小学校（2012年柏崎市立二田小学校へ統合）[89]
- 柏崎市立高柳小学校（2024年鯖石小へ統合）[90]

北条町（1971年廃止）
- 北条町立北条小学校程平冬季分校（1963年閉校）[62]
- 北条町立北条小学校〈初代〉（1967年北条南小と北条北小に再編）[91]
- 北条町立北条中央小学校（同上）[91]
- 北条町立長鳥小学校（同上）[91]
- 北条町立長鳥小学校五分一冬季分校（1967年閉校）[62]
- 北条町立北条北小学校鷹ノ巣分校（1967年長鳥小学校から移管、1969年閉校）

柿崎町（1989年一部区域を編入）
- 柿崎町立上輪小学校蕨野分校（1971年閉校）[62][注釈 3]

高柳町（2005年廃止）
- 高柳町立門出小学校中後分校（1971年閉校）[92]
- 高柳町立岡田小学校（1972年新設の柏崎市立高柳小学校〈当時：高柳町立〉へ統合）[93]
- 高柳町立岡田小学校白倉分校（同上）[94]
- 高柳町立岡野町小学校（同上）[93]
- 高柳町立荻漆小学校（同上）[93]
- 高柳町立栃が原小学校（同上）[93]
- 高柳町立山中小学校（同上）[93]
- 高柳町立高柳小学校磯之辺分校（1973年閉校）[93]
- 高柳町立石黒小学校居谷分校（1981年閉校）[95]
- 高柳町立石黒小学校板畑分校（1985年閉校）
- 高柳町立石黒小学校寄合分校（1988年閉校）
- 高柳町立石黒小学校（1995年柏崎市立門出小学校〈当時：高柳町立〉へ統合）[92]

西山町（2005年廃止）
- 西山町立二田小学校〈旧〉（1979年新制の二田小へ統合）[89]
- 西山町立北野小学校（同上）[89]

## 新発田市
- 新発田市立中井小学校（1964年新設の新発田市立二葉小学校へ統合）[96]
- 新発田市立島塚小学校（同上）[96]
- 新発田市立五十公野小学校天の原分校（1966年閉校）[97]
- 新発田市立飯豊小学校（1967年赤谷小飯豊分校へ移行、1968年閉校）[98]
- 新発田市立中倉小学校（1970年新設の新発田市立七葉小学校へ統合）[97]
- 新発田市立加治小学校（同上）[97]
- 新発田市立加治小学校加治分校（同上）[97]
- 新発田市立佐々木小学校鳥穴分校（1975年閉校）[99]
- 新発田市立菅谷小学校〈初代〉（1979年新制の菅谷小〈2代目〉へ統合）[100]
- 新発田市立下中山小学校（同上）[100]
- 新発田市立石川小学校（同上）[100]
- 新発田市立五十公野小学校いじみの学園分校（1979年新潟県立村上養護学校（現：新潟県立村上特別支援学校への移管により閉校）[80]
- 新発田市立赤谷小学校滝谷冬季分校（1985年閉校）[98]
- 新発田市立松浦小学校〈初代〉（1987年新制の松浦小〈2代目〉へ統合）[101]
- 新発田市立荒川小学校（同上）[101]
- 新発田市立加治川小学校〈旧〉（2008年新制の新発田市立加治川小学校へ統合）[102]
- 新発田市立中川小学校（同上）[102]
- 新発田市立新金塚小学校（同上）[102]
- 新発田市立川東小学校〈旧〉（2014年新制の新発田市立川東小学校へ統合）[103]
- 新発田市立竹俣小学校（同上）[103]
- 新発田市立車野小学校（同上）[103]
- 新発田市立赤谷小学校（2015年新発田市立米倉小学校へ統合）[98]
- 新発田市立五十公野小学校（2018年新設の新発田市立東小学校へ統合）[104]
- 新発田市立松浦小学校〈2代目〉（同上）[104]
- 新発田市立米倉小学校（同上）[104]
- 新発田市立中浦小学校（2021年新設の新発田市立豊浦小学校へ統合）[105]
- 新発田市立天王小学校（同上）[105]
- 新発田市立荒橋小学校（同上）[105]
- 新発田市立本田小学校（同上）[105]
- 新発田市立菅谷小学校〈2代目〉（2021年七葉小へ統合）[105]
- 新発田市立紫雲寺小学校〈旧〉（2025年新制の新発田市立紫雲寺小学校へ統合）[47]
- 新発田市立米子小学校（同上）[47]
- 新発田市立藤塚小学校（同上）[47]

加治川村（2005年廃止）
- 加治組合立住田分校（1958年新設の加治川小〈旧〉へ統合）[97]
- 加治川村立泉小学校（同上）[97]
- 加治川村立金塚小学校（1969年新設の新金塚小へ統合）[106]
- 加治川村立貝屋小学校（同上）[106]

紫雲寺町（2005年廃止）
- 紫雲寺町立紫雲寺小学校大島分校（1980年閉校）[107]

## 小千谷市
- 小千谷市立片貝小学校鴻巣分校（1955年閉校）[108]
- 小千谷市立千谷小学校（1955年新設の小千谷市立千田小学校へ統合）[109]
- 小千谷市立小粟田小学校（同上）[109]
- 小千谷市立千谷川小学校（1956年小千谷市立小千谷小学校へ統合）[110]
- 小千谷市立吉谷小学校二俣分校（1956年閉校）
- 小千谷市立桜町小学校（1957年小千谷小へ統合）[110]
- 小千谷市立時水小学校（同上）[110]
- 小千谷市立山口小学校（同上）[110]
- 小千谷市立真人小学校芋坂分校（1965年小千谷市立岩沢小学校へ統合）[111]
- 小千谷市立横浦小学校（1966年1月小千谷市立東小千谷小学校へ統合）[112]
- 小千谷市立塩谷小学校十二平冬季分校（1968年閉校）[112]
- 小千谷市立三仏生小学校（1969年新設の小千谷市立三高小学校〈現：小千谷市立和泉小学校〉へ統合）[113]
- 小千谷市立高梨小学校（同上）[113]
- 小千谷市立若栃小学校市之沢分校（1970年閉校）
- 小千谷市立北山小学校桂平分校（1971年閉校）
- 小千谷市立川井小学校冬井戸屋分校（1973年閉校）
- 小千谷市立川井小学校内ヶ巻分校（1973年閉校）
- 小千谷市立北山小学校孫四郎冬季分校（1975年閉校）[62]
- 小千谷市立北山小学校（1981年[114]小千谷市立若栃小学校へ統合）
- 小千谷市立真人小学校源藤山冬季分校（1985年閉校）[62]
- 小千谷市立小土山小学校（1985年岩沢小へ統合）[115]
- 小千谷市立大崩小学校（1993年岩沢小へ統合）[115]
- 小千谷市立小栗山小学校（2002年新設の小千谷市立東山小学校へ統合）[112]
- 小千谷市立南荷頃小学校（同上）[112]
- 小千谷市立塩谷小学校（同上）[112]
- 小千谷市立上片貝小学校（2004年小千谷小へ統合）[116]
- 小千谷市立若栃小学校（2005年小千谷市立吉谷小学校へ統合）[117]
- 小千谷市立池ヶ原小学校（2007年吉谷小へ統合）[117]
- 小千谷市立山谷小学校（2009年小千谷小へ統合）[116]
- 小千谷市立塩殿小学校（2013年新設の小千谷市立南小学校へ統合）[118]
- 小千谷市立川井小学校（同上）[118]
- 小千谷市立岩沢小学校（同上）[118]
- 小千谷市立真人小学校（同上）[118]

片貝町（1956年廃止）
- 片貝町立片貝小学校鴻ノ巣分校（1955年閉校）[108]

## 加茂市
- 加茂市立加茂南小学校狭口分校（1968年閉校）[119]

## 十日町市
- 十日町市立中条小学校枯木又分校（1989年休校、1991年再開、2005年飛渡第二小から移管、2006年閉校[120]）
- 十日町市立野中小学校（2007年十日町市立水沢小学校へ統合）[121]
- 十日町市立八箇小学校（2008年十日町市立川治小学校へ統合）[122]
- 十日町市立六箇小学校（2009年川治小へ統合）[122]
- 十日町市立東下組小学校（2009年十日町市立下条小学校へ統合）[123]
- 十日町市立清津峡小学校（2009年十日町市立田沢小学校へ統合）[124]
- 十日町市立仙田小学校〈2代目〉（2009年十日町市立上野小学校へ統合）[125]
- 十日町市立浦田小学校（2013年松之山小へ統合）[126]
- 十日町市立孟地小学校（2014年十日町市立松代小学校へ統合）[127]
- 十日町市立奴奈川小学校（同上）[127]
- 十日町市立松里小学校（2014年十日町市立松之山小学校へ統合）
- 十日町市立倉俣小学校（2017年田沢小へ統合）[128]
- 十日町市立松之山小学校（2017年十日町市立松之山中学校と共に小中一貫校まつのやま学園十日町市立松之山小・中学校へ統合）[129]
- 十日町市立貝野小学校（2021年田沢小へ統合）[130]
- 十日町市立馬場小学校（2025年水沢小へ統合）[47]

十日町市〈旧〉（2005年廃止）
- 十日町市立麻畑小学校（1960年新設の十日町市立六箇小学校へ統合）[131]
- 十日町市立二ツ屋小学校（同上）[131]
- 十日町市立大池小学校軽沢分校（1972年閉校）[132]
- 十日町市立八箇小学校稲子平冬季分校（1973年閉校）[62]
- 十日町市立大池小学校美女木分校（1974年11月9日閉校）[133]
- 十日町市立下条小学校塩野冬季分校（1979年閉校）[123]
- 十日町市立六箇小学校塩之又分校（1981年閉校）[131]
- 十日町市立東下組小学校慶地冬季分校（1981年閉校）[62]
- 十日町市立大池小学校（1982年閉校、分校が独立し赤倉小へ）[132]
- 十日町市立六箇小学校船坂冬季分校（1983年12月10日閉校）[131]
- 十日町市立飛渡第一小学校池谷分校（1984年休校）[134]
- 十日町市立飛渡第一小学校三ツ山分校（1991年休校）[134]
- 十日町市立名ヶ山小学校（2001年十日町市立吉田小学校へ統合）[135]
- 十日町市立赤倉小学校（2003年十日町市立十日町小学校へ統合）[136]
- 十日町市立馬場小学校珠田分校（2003年閉校）[137]
- 十日町市立真田小学校（2005年十日町市立鐙島小学校へ統合）[138]
- 十日町市立飛渡第二小学校（2005年十日町市立中条小学校へ統合）[120]

川西町（2005年廃止）
- 川西町立中仙田小学校田戸分校（1960年閉校）[139]
- 川西町立上野小学校田代冬季分校（1961年閉校）[140]
- 川西町立千手小学校平見冬季分校（1962年閉校）[62]
- 川西町立橘小学校三箇冬季分校（1964年12月閉校）[141]
- 川西町立仙田小学校霧谷冬季分校（1971年閉校）[62]
- 川西町立仙田小学校越ヶ沢冬季分校（川西町立中仙田小学校から移管、1974年閉校[62]）
- 川西町立仙田小学校〈初代〉（1974年新制の十日町市立仙田小学校〈2代目、当時：川西町立〉へ統合）[142]
- 川西町立赤岩小学校（同上）[142]
- 川西町立中仙田小学校（同上）[142]
- 川西町立橘小学校木落冬季分校（1977年11月閉校）[141]
- 川西町立仙田小学校大倉冬季分校（1979年閉校）[142]
- 川西町立仙田小学校藤沢冬季分校（1983年閉校）[143]
- 川西町立高倉小学校（1986年[144]仙田小〈2代目〉へ統合）
- 川西町立仙田小学校小脇分校（1988年閉校）[145]
- 川西町立白倉小学校（1994年十日町市立橘小学校（当時：川西町立）へ統合）[141]

中里村（2005年廃止）
- 中里村立高道山小学校角間分校（1960年新設の十日町市立清津峡小学校〈当時：中里村立〉へ統合）[146]
- 中里村立倉俣小学校小出分校（同上）[146]
- 中里村立貝野小学校阿寺冬季分校（1971年閉校）[62]
- 中里村立倉俣小学校牧畑冬季分校（1972年閉校）[62]
- 中里村立高道山小学校市鷹冬季分校（1989年閉校）
- 中里村立清津峡小学校土倉分校（1960年中里村立高道山小学校から移管、1996年閉校[147]）
- 中里村立高道山小学校（2001年田沢小へ統合）[124]

松代町（2005年廃止）
- 松代町立松代小学校池尻分校（1971年閉校）[注釈 4]
- 松代町立北山小学校田代分校（1975年閉校し柏崎市立門出小学校〈当時：高柳町立〉へ通学委託）[133]
- 松代町立松代小学校小屋丸分校（1984年閉校）[127]
- 松代町立室野小学校（1984年新設の十日町市立奴奈川小学校〈当時：松代町立〉へ統合）[148]
- 松代町立峠小学校（同上）[148]
- 松代町立松代小学校下山分校（1988年閉校）[127]
- 松代町立孟地小学校滝沢分校（1989年閉校）[149]
- 松代町立孟地小学校海老分校（1990年閉校）[149]
- 松代町立清水小学校（1990年松代小へ統合）[127]
- 松代町立莇平小学校（1979年北山小莇平分校から独立[150]、1992年松代小へ統合）[127]
- 松代町立儀明小学校（1979年蒲生小儀明分校から独立[150]、1993年松代小へ統合）[127]
- 松代町立北山小学校（同上）[127]
- 松代町立蒲生小学校（同上）[127]
- 松代町立蒲生小学校寺田分校（同上）[127]
- 松代町立蓬平小学校（1979年松代小蓬平分校から独立[150]、1994年松代小へ統合）[127]
- 松代町立松代小学校菅刈分校（同上）[127]

松之山町（2005年廃止）
- 松之山町立東川小学校上鰕池冬季分校
- 松之山町立浦田小学校中立山分校（中原冬季分校から昇格、1973年閉校）[151]
- 松之山町立坪野小学校（1981年閉校）[152]
- 松之山町立松之山小学校川手分校（1981年閉校）[153]
- 松之山町立松之山小学校黒倉分校（1988年閉校）[154]
- 松之山町立三省小学校（1988年閉校）[155]
- 松之山町立東川小学校（1997年閉校）

## 見附市
- 見附市立漆山小学校（1961年見附市立葛巻小学校へ統合）[156]
- 見附市立見附小学校鉢伏分校（1965年閉校）
- 見附市立坂井小学校（1967年見附市立今町小学校へ統合）[157]
- 見附市立下林小学校（同上）[157]
- 見附市立上北谷小学校栃窪分校（1977年11月15日閉校）[158]
- 見附市立見附小学校まごころ分校（1979年見附市立見附特別支援学校（当時：見附市立まごころ養護学校）新設に伴い閉校）[80]

## 村上市
- 村上市立山辺里小学校〈旧〉（2011年新制の村上市立山辺里小学校へ統合）[159]
- 村上市立門前谷小学校（同上）[159]
- 村上市立さんぽく南小学校（2019年新設の村上市立さんぽく小学校へ統合）[160]
- 村上市立さんぽく北小学校（同上）[160]
- 村上市立猿沢小学校（2019年新設の村上市立朝日さくら小学校へ統合）[161]
- 村上市立塩野町小学校（同上）[161]
- 村上市立三面小学校〈2代目〉（2019年村上市立小川小学校へ統合）[162]
- 村上市立上海府小学校（2019年村上市立瀬波小学校へ統合）[161]
- 村上市立平林小学校〈旧〉（2020年新制の村上市立平林小学校へ統合）[163]
- 村上市立砂山小学校（同上）[163]
- 村上市立神納小学校〈旧〉（2020年新制の村上市立神納小学校へ統合）[164]
- 村上市立神納東小学校（同上）[164]
- 村上市立西神納小学校（同上）[164]

村上市〈旧〉（2008年廃止）
- 村上市立大栗田小学校（2002年閉校）

神林村（2008年廃止）
- 神林村立牛屋小学校（1958年新設の神林村立平林第二小学校〈のち村上市立砂山小学校〉へ統合）[165]
- 神林村立塩谷小学校（同上）[165]

朝日村（2008年廃止）
- 朝日村立長津小学校柳生戸分校（1982年閉校）
- 朝日村立三面第二小学校（三面小学校三面分校から独立、1985年閉校）
- 朝日村立三面小学校〈初代〉（2000年新制の村上市立三面小学校〈2代目、当時：朝日村立〉へ統合）[166]
- 朝日村立茎太小学校（同上）[166]
- 朝日村立高根小学校（2000年新設の村上市立朝日みどり小学校〈当時：朝日村立〉へ統合）[167]
- 朝日村立高南小学校（同上）[167]
- 朝日村立長津小学校（2004年小川小へ統合）[162]

山北町（2008年廃止）
- 山北町立大川谷小学校（2004年新設の村上市立さんぽく北小学校〈当時：山北町立〉へ統合）[168]
- 山北町立中継小学校（同上）[168]
- 山北町立小俣小学校（同上）[168]
- 山北町立雷小学校（同上）[168]
- 山北町立黒川俣小学校（2004年新設の村上市立さんぽく南小学校〈当時：山北町立〉へ統合）[169]
- 山北町立八幡小学校（同上）[169]
- 山北町立寒川小学校（同上）[169]
- 山北町立桑川小学校（同上）[169]

## 燕市
- 燕市立松長小学校（2024年燕市立小中川小学校へ統合）[170]

燕市〈旧〉（2006年廃止）
- 燕市立小中川小学校〈旧〉（1972年新制の小中川小へ統合）[171]
- 燕市立川前小学校（同上）[171]

分水町（2006年廃止）
- 分水町立地蔵堂小学校（1967年新設の燕市立分水小学校〈当時：分水町立〉へ統合）[172]
- 分水町立五千石小学校（同上）[172]
- 分水町立笈砂小学校（同上）[172]
- 分水町立四箇村小学校（1985年新設の燕市立分水北小学校〈当時：分水町立〉へ統合）[173]
- 分水町立中島小学校（同上）[173]
- 分水町立国上小学校（同上）[173]

## 糸魚川市
- 糸魚川市立中早川小学校（2005年糸魚川市立下早川小学校[174]と上早川小[175]へ分割統合）
- 糸魚川市立北西海小学校（2005年新設の糸魚川市立西海小学校へ統合）[176]
- 糸魚川市立南西海小学校（同上）[176]
- 糸魚川市立今井小学校（2013年糸魚川市立糸魚川小学校へ統合）[177]
- 糸魚川市立上早川小学校〈2代目〉（2016年下早川小へ統合）[178]
- 糸魚川市立浦本小学校（2018年糸魚川市立大和川小学校へ統合）[177]
- 糸魚川市立市振小学校（2018年糸魚川市立青海小学校へ統合）[177]
- 糸魚川市立木浦小学校（2023年能生小へ統合）[46]

糸魚川市〈旧〉（2005年廃止）
- 糸魚川市立上根知小学校大久保冬季分校（1965年閉校）[62]
- 糸魚川市立上根知小学校梶山冬季分校（1965年閉校）[62]
- 糸魚川市立上根知小学校上沢冬季分校（1965年閉校）[62]
- 糸魚川市立今井小学校虫川冬季分校（1968年閉校）[62]
- 糸魚川市立西山小学校角間冬季分校（1968年閉校）[62]
- 糸魚川市立下根知小学校（1973年新設の糸魚川市立根知小学校へ統合）[179]
- 糸魚川市立上根知小学校（同上）[179]
- 糸魚川市立蒲池小学校（同上）[179]
- 糸魚川市立今井小学校菅沼分校（1974年閉校）[180]
- 糸魚川市立上早川小学校〈初代〉（1990年新制の糸魚川市立上早川小学校〈2代目〉へ統合）[175]
- 糸魚川市立西山小学校（同上）[175]
- 糸魚川市立西山小学校湯川内分校（同上）[175]
- 糸魚川市立小滝小学校（2002年8月17日根知小へ統合）[179][181]
- 糸魚川市立山之坊小学校（同上）[179]

能生町（2005年廃止）
- 能生町立中能生小学校〈旧〉（1962年新設の能生第二小〈現：糸魚川市立中能生小学校〉へ統合）[174]
- 能生町立西能生小学校（1962年糸魚川市立能生小学校〈当時：能生町立〉[182]と能生第二小[174]へ分割統合）
- 能生町立柱道小学校（同上）[182][174]
- 能生町立川内小学校（1962年糸魚川市立南能生小学校〈当時：能生町立〉へ統合）[174]
- 能生町立徳合小学校（1978年新設の糸魚川市立磯部小学校〈当時：能生町立〉へ統合）[174]
- 能生町立仙納小学校（同上）[174]
- 能生町立大洞小学校（同上）[174]
- 能生町立藤崎小学校（同上）[174]
- 能生町立百川小学校（同上）[174]
- 能生町立筒石小学校（同上）[174]
- 能生町立川内小学校東谷内冬季分校（1978年閉校）
- 能生町立上能生小学校（1988年南能生小へ統合）[174]
- 能生町立高倉小学校（同上）[174]

青海町（2005年廃止）
- 青海町立歌外波小学校雨池冬季分校（1961年閉校）[62]
- 青海町立田海小学校（1963年新設の糸魚川市立田沢小学校〈当時：青海町立〉へ統合）[183]
- 青海町立須沢小学校（同上）[183]
- 青海町立青海小学校大沢分校（1968年閉校）[184]
- 青海町立橋立小学校（1975年青海小へ統合）[184]
- 青海町立上路小学校（1977年糸魚川市立市振小学校〈当時：青海町立〉へ統合）[185]
- 青海町立歌外波小学校（2005年青海小へ統合）[184]

## 妙高市
- 妙高市立杉野沢小学校（2008年妙高市立妙高高原南小学校へ統合）[186]
- 妙高市立吉木小学校（2010年妙高市立新井中央小学校へ統合）[注釈 5]
- 妙高市立矢代小学校（2013年妙高市立新井小学校へ統合）[187]
- 妙高市立姫川原小学校（2015年新井小へ統合[188]）
- 妙高市立斐太南小学校（同上）[189]
- 妙高市立妙高高原北小学校（2023年新設の妙高市立妙高高原小学校へ統合）[46][190]
- 妙高市立妙高高原南小学校（同上）[46][190]

新井市（2005年妙高市へ改称）
- 新井市立上堀之内小学校（1961年新設の妙高市立新井南小学校〈当時：新井市立〉へ統合）[191]
- 新井市立濁川小学校（同上）[191]
- 新井市立新井小学校にしき分校（1979年妙高市立総合支援学校（当時：新井市立にしき養護学校）の新設に伴い閉校）[80]
- 新井市立平丸小学校寸分道冬季分校（1981年閉校）[192]
- 新井市立上馬場小学校（1998年新井南小へ統合）[191]
- 新井市立猿橋小学校（2002年新井南小へ統合）[191]
- 新井市立水原小学校（2004年新井南小へ統合）[191]
- 新井市立長澤小学校（同上）[191]
- 新井市立平丸小学校（2005年新井南小へ統合）[191]

妙高高原町（2005年廃止）
- 妙高高原町立妙高北小学校赤倉分校（1983年閉校）[193]

妙高村（2005年廃止）
- 妙高村立豊葦小学校（1990年閉校）
- 妙高村立関山小学校（2005年新設の妙高市立妙高小学校へ統合）[194]
- 妙高村立原通小学校（同上）[194]
- 妙高村立大鹿小学校（同上）[194]

## 五泉市
- 五泉市立村松東小学校（2012年新設の五泉市立愛宕小学校へ統合）[195]
- 五泉市立川内小学校（同上）[195]
- 五泉市立十全小学校（2015年五泉市立村松小学校へ統合）[196]

五泉市〈旧〉（2006年廃止）
- 五泉市立橋田小学校菅沢分校（1963年閉校）
- 五泉市立町屋小学校（1965年五泉市立五泉南小学校へ統合）[197]
- 五泉市立橋田小学校ふなおか分校（1979年新潟県立新潟養護学校への移管により閉校）[80]
- 五泉市村松町組合立木越小学校（1988年五泉南小[197]と五泉市立村松東小学校[198]分割統合）
- 五泉市立大蔵小学校（1997年五泉市立川東小学校へ統合）[199]
- 五泉市立馬下小学校（同上）[199]
- 五泉市立橋田小学校〈旧〉（1999年新制の五泉市立橋田小学校へ統合）[199]
- 五泉市立丸田小学校（同上）[199]

村松町（2006年廃止）
- 村松町立川内小学校門原分校（1967年村松町立川内小学校上杉川分校へ統合）
- 村松町立川内小学校仙見谷冬季分校（1972年閉校）[62]
- 村松町立川内小学校上杉川分校（1974年閉校）
- 村松町立川内小学校居平分校（1982年閉校）[200]
- 村松町立五箇小学校（1986年村松小へ統合）[199]
- 村松町立木越小学校（1988年五泉市立村松東小学校〈当時：村松町立〉へ統合）[199]
- 村松町立戸倉小学校（1991年五泉市立十全小学校〈当時：村松町立〉へ統合）[199]

## 上越市
- 上越市立黒田小学校塩荷谷分校（1974年休校、1974年7月1日閉校[133]）
- 上越市立黒田小学校儀明分校（1975年閉校）[133]
- 上越市立中ノ俣小学校上綱子冬季分校（1975年閉校）[201]
- 上越市立戸野目小学校第一分校（1976年閉校）[16]
- 上越市立中ノ俣小学校（1999年閉校）[202]
- 上越市立櫛池小学校（2005年新設の上越市立清里小学校へ統合）[203]
- 上越市立菅原小学校（同上）[203]
- 上越市立片貝小学校（2007年上越市立中郷小学校へ統合）[204]
- 上越市立岡沢小学校（同上）[204]
- 上越市立谷浜小学校〈初代〉（2013年新制の上越市立谷浜小学校へ統合）[205]
- 上越市立桑取小学校（同上）[205]
- 上越市立黒川小学校（2013年上越市立下黒川小学校へ統合）[206]
- 上越市立下保倉小学校（2017年新設の上越市立浦川原小学校へ統合）[207]
- 上越市立末広小学校（同上）[207]
- 上越市立中保倉小学校（同上）[207]
- 上越市立小猿屋小学校（2018年上越市立春日新田小学校の一部と共に上越市立有田小学校へ統合）[208]
- 上越市立針小学校（2021年新設の上越市立板倉小学校へ統合）[206]
- 上越市立宮嶋小学校（同上）[206]
- 上越市立山部小学校（同上）[206]
- 上越市立古城小学校（2022年上越市立直江津小学校へ統合）[209]
- 上越市立美守小学校（2025年新設の上越市立三和小学校へ統合）[47]
- 上越市立上杉小学校（同上）[47]
- 上越市立里公小学校（同上）[47]
- 上越市立諏訪小学校（2025年上越市立戸野目小学校へ統合）[47]

直江津市（1971年廃止）
- 直江津市立上吉野小学校（1969年新設の上越市立保倉小学校〈当時：直江津市立〉へ統合）[210]
- 直江津市立小泉小学校（同上）[210]
- 直江津市有間川小学校（1971年新設の谷浜小〈初代〉へ統合）
- 直江津市高住小学校（同上）
- 直江津市立長浜小学校（同上）

高田市（1971年廃止）
- 高田市立黒田小学校後谷分校（1970年閉校）[211]

津有村（1955年廃止）
- 津有村立下富川小学校（1950年上越市立上雲寺小学校〈当時：津有村立〉へ統合）[212]
- 津有村立本新保小学校（同上）[212]

安塚町（2005年廃止）
- 安塚町立和田小学校（1971年新設の安塚町立小黒小学校へ統合）[213]
- 安塚町立行野小学校（同上）[213]
- 安塚町立伏野小学校（1983年安塚町立菱里小学校へ統合）[213]
- 安塚町立沼木小学校（1993年小黒小へ統合）[213]
- 安塚町立中川小学校（1993年安塚小〈旧〉へ統合）[213]
- 安塚町立安塚小学校〈旧〉（1996年新制の上越市立安塚小学校〈当時：安塚町立〉へ統合）[213]
- 安塚町立須川小学校（同上）[213]
- 安塚町立船倉小学校（同上）[213]
- 安塚町立小黒小学校（同上）[213]
- 安塚町立菱里小学校（同上）[213]

浦川原村（2005年廃止）
- 浦川原村立月影小学校（2001年下保倉小へ統合）[214]

大島村（2005年廃止）
- 大島村立旭小学校入場冬季分校（1971年閉校）[62]
- 大島村立旭小学校嶺冬季分校（1972年閉校）[62]
- 大島村立旭小学校角間冬季分校（1973年閉校）[62]
- 大島村立大島小学校〈旧〉（1997年新制の上越市立大島小学校〈当時：大島村立〉へ統合）[215]
- 大島村立菖蒲小学校（同上）[215]
- 大島村立保倉小学校（同上）[215]
- 大島村立旭小学校（同上）[215]

牧村（2005年廃止）
- 牧村立宇津小学校平等冬季分校（1963年閉校）[62]
- 牧村立宇津小学校（1989年上越市立牧小学校〈当時：牧村立〉へ統合）[216]
- 牧村立高尾小学校（同上）[216]
- 牧村立川上小学校（1995年牧小へ統合）[216]
- 牧村立原小学校（1996年牧小へ統合）[216]
- 牧村立沖見小学校（1997年牧小へ統合）[216]

柿崎町（2005年廃止）
- 柿崎町立上輪小学校（1970年柿崎小〈旧〉へ統合）[217]
- 柿崎町立柿崎小学校〈旧〉（1977年新制の上越市立柿崎小学校〈当時：柿崎町立〉へ統合）[217]
- 柿崎町立七ケ小学校（同上）[217]
- 柿崎町立正直小学校（同上）[217]
- 柿崎町立黒岩小学校峠冬季分校（1982年閉校）
- 柿崎町立下牧小学校（1987年上越市立黒川小学校〈当時：柿崎町立〉へ統合）[218]
- 柿崎町立黒岩小学校（1991年黒川小へ統合）
- 柿崎町立上中山小学校（2001年下黒川小へ統合）

頸城村（2005年廃止）
- 頸城村立明治小学校〈旧〉（1975年新制の上越市立明治小学校〈当時：頸城村立〉へ統合）[219]
- 頸城村立明治南小学校（同上）[219]
- 頸城村立明治東小学校（同上）[219]

吉川町（2005年廃止）
- 吉川町立吉川小学校〈初代〉（1989年新制の吉川小〈2代目〉へ統合）[220]
- 吉川町立竹直小学校（同上）[220]
- 吉川町立勝穂小学校（同上）[220]
- 吉川町立泉谷小学校（同上）[220]
- 吉川町立東田中小学校（同上）[220]
- 吉川町立吉川小学校〈2代目〉（2003年新制の上越市立吉川小学校〈当時：吉川町立〉へ統合）[220]
- 吉川町立旭小学校（同上）[220]
- 吉川町立源小学校（同上）[220]

板倉町（2005年廃止）
- 板倉町立筒方小学校（2004年閉校）
- 板倉町立寺野小学校（2004年閉校）

美守村（1955年三和村へ合併）
- 美守村立錦小学校（1951年新設の上越市立美守小学校〈当時：美守村立〉へ統合）[221]
- 美守村立神田小学校（同上）[221]

名立町（2005年廃止）
- 名立町立下名立小学校（2002年新設の上越市立宝田小学校〈当時：名立町立〉へ統合）[222]
- 名立町立上名立小学校（同上）[222]
- 名立町立不動小学校（同上）[222]

## 阿賀野市
- 阿賀野市立駒林小学校（2008年阿賀野市立京ヶ瀬小学校へ統合）[223]
- 阿賀野市立大和小学校（2009年保田小〈のち阿賀野市立安田小学校〉へ統合）[224]
- 阿賀野市立寺社小学校（同上）[224]
- 阿賀野市立前山小学校（2014年）[225]
- 阿賀野市立赤坂小学校（2017年安田小へ統合）[226]
- 阿賀野市立山手小学校（同上）[226]
- 阿賀野市立分田小学校（2023年阿賀野市立堀越小学校へ統合）[46]

安田町（2004年廃止）
- 安田町立小松小学校（1967年阿賀野市立赤坂小学校〈当時：安田町立〉へ統合）[227]

笹神村（2004年廃止）
- 笹神村立神山東小学校（1978年新設の阿賀野市立神山小学校〈当時：笹神村立〉へ統合）[228]
- 笹神村立神山西小学校（同上）[228]
- 笹神村立笹岡小学校〈旧〉（1982年新制の阿賀野市立笹岡小学校〈当時：笹神村立〉へ統合）[229]
- 笹神村立大室小学校（同上）[229]
- 笹神村立出湯小学校（同上）[229]
- 笹神村立明倫小学校（同上）[229]

## 佐渡市
- 佐渡市立馬首小学校（2007年佐渡市立加茂小学校へ統合）[230]
- 佐渡市立野浦小学校（2007年佐渡市立前浜小学校へ統合）[231]
- 佐渡市立岩首小学校（同上）[231]
- 佐渡市立片野小学校（同上）[231]
- 佐渡市立西三川小学校（2010年佐渡市立真野小学校へ統合）[232]
- 佐渡市立西三川小学校笹川分校（同上）[233]
- 佐渡市立小村小学校（2010年佐渡市立羽茂小学校へ統合）[234]
- 佐渡市立大滝小学校（同上）[234]
- 佐渡市立深浦小学校（2011年）[235]
- 佐渡市立浦川小学校（2013年加茂小へ統合）[230]
- 佐渡市立川茂小学校（2013年羽茂小へ統合）[234]
- 佐渡市立畑野小学校〈旧〉（2013年新制の佐渡市立畑野小学校へ統合）[236]
- 佐渡市立後山小学校（同上）[236]
- 佐渡市立小倉小学校（同上）[236]
- 佐渡市立金井小学校〈旧〉（2013年新制の佐渡市立金井小学校へ統合）[237]
- 佐渡市立金井吉井小学校（同上）[237]
- 佐渡市立両尾小学校（2017年佐渡市立河崎小学校へ統合）[231]
- 佐渡市立沢根小学校（2018年佐渡市立河原田小学校へ統合）[238]

両津市（2004年廃止）
- 両津市立加茂小学校河内冬季分校（1964年閉校）[230]
- 両津市立両津小学校吾潟分校（1969年閉校）[239]
- 両津市立内海府小学校見立冬季分校（1969年閉校）[240]
- 両津市立内海府小学校藻浦冬季分校（1971年閉校）[240]
- 両津市立両尾小学校大川分校（1973年閉校）[241]
- 両津市立白瀬小学校（1981年加茂小へ統合）[230]
- 両津市立内海府小学校黒姫分校（1982年佐渡市立浦川小学校〈当時：両津市立〉へ統合）[240]
- 両津市立北鵜島小学校（1983年佐渡市立内海府小学校〈当時：両津市立〉へ統合）[240]
- 両津市立北鵜島小学校願分校（北鵜島小学校二重平冬季分校から昇格、1983年内海府小へ統合）[240]
- 両津市立内海府小学校虫崎分校（同上）[240]
- 両津市立内海府小学校北小浦分校（同上）[240]
- 両津市立赤玉小学校（1996年佐渡市立岩首小学校〈当時：両津市立〉へ統合）

相川町（2004年廃止）
- 相川町立相川小学校小川分校（1961年金泉小から移管、1963年閉校）[242]
- 相川町立大高小学校（1975年佐渡市立相川小学校〈当時：相川町立〉へ統合）[242]
- 相川町立高千北小学校（1984年7月17日佐渡市立高千小学校〈当時：相川町立〉へ統合）[243]
- 相川町立小田小学校（1984年7月17日休校、1989年高千小へ統合）[243]
- 相川町立外海府小学校（1989年高千小へ統合）[243]

金井町（2004年廃止）
- 金井町立平泉小学校（1972年金井小〈旧〉へ統合）[237]

畑野町（2004年廃止）
- 畑野町立松ヶ崎小学校丸山冬季分校（1974年11月30日閉校）[133]

小木町（2004年廃止）
- 小木町立深浦小学校沢崎分校（1979年閉校）[80]
- 小木町立深浦小学校立野分校（1984年閉校）

## 魚沼市
- 魚沼市立上条小学校（2009年魚沼市立須原小学校へ統合）[244]
- 魚沼市立東湯之谷小学校（2010年魚沼市立井口小学校へ統合）[245]
- 魚沼市立入広瀬小学校（2023年須原小へ統合）[46]

堀之内町（2004年廃止）
- 堀之内町立堀之内小学校〈旧〉（1969年新制の魚沼市立堀之内小学校〈当時：堀之内町立〉へ統合）[246]
- 堀之内町立根小屋小学校（同上）[246]
- 堀之内町立田戸小学校（同上）[246]
- 堀之内町立宇賀地小学校小芋川分校（1975年閉校）[29]
- 堀之内町立原小学校〈初代〉（1979年新設の堀之内町立原小学校〈2代目〉へ統合）[1]
- 堀之内町立明神小学校（同上）[1]
- 堀之内町立原小学校〈2代目〉（2002年堀之内小へ統合）[246]

小出町（2004年廃止）
- 小出町立伊米ケ崎小学校魚沼学園分校（1979年新潟県立月ケ岡養護学校（現：新潟県立月ヶ岡特別支援学校）への移管により閉校）[80]
- 小出町立干溝小学校（1985年魚沼市立小出小学校〈当時：小出町立〉へ統合）[247]

湯之谷村（2004年廃止）
- 湯之谷村立芋川小学校（1956年新設の魚沼市立東湯之谷小学校〈当時：湯之谷村立〉へ統合）[248]
- 湯之谷村立折立小学校（同上）[248]
- 湯之谷村立東湯之谷小学校浪拝分校（1960年閉校）[248]
- 湯之谷村立井口小学校鷹ノ巣夏季分校（1968年東湯之谷小学校鷹ノ巣分校から移行、1974年5月17日閉校[133]）[245]

広神村（2004年廃止）
- 広神村立下条小学校芋川分校（1956年芹坪小学校芋川分校から改称、1970年下条小水沢分校へ統合）[249]
- 広神村立小平尾小学校越又分校（1974年広神村立下条小学校へ統合）[250]
- 広神村立羽川小学校中子沢冬季分校（手ノ又冬季分校から中子沢分校へ改称、1970年中子沢冬季分校へ移行[251]、1975年閉校[133]）
- 広神村立羽川小学校（1976年新設の広神村立東小学校〈現：魚沼市立広神東小学校〉へ統合）[252]
- 広神村立藪神小学校（同上）[252]
- 広神村立滝之又小学校（1980年新設の広神村立西小学校〈現：魚沼市立広神西小学校〉へ統合）[253]
- 広神村立小平尾小学校（同上）[253]
- 広神村立中条小学校（同上）[253]
- 広神村立下条小学校（同上）[253]

守門村（2004年廃止）
- 守門村立高倉小学校二分分校（大平冬季分校から昇格、1975年閉校）
- 守門村立高倉小学校（1981年魚沼市立上条小学校〈当時：守門村立〉へ統合）[254]
- 守門村立上条小学校二分冬季分校（1986年閉校）[254]
- 守門村立福山小学校（2004年上条小へ統合）[254]

入広瀬村（2004年廃止）
- 入広瀬村立入広瀬小学校〈旧〉（1968年新制の魚沼市立入広瀬小学校〈当時：入広瀬村立〉へ統合）[255]
- 入広瀬村立横根小学校（同上）[255]
- 入広瀬村立横根小学校芋鞘分校（同上）[255]
- 入広瀬村立大白川小学校（同上）[255]

## 南魚沼市
- 南魚沼市立五十沢小学校〈旧〉（2011年新制の南魚沼市立五十沢小学校へ統合）[256]
- 南魚沼市立西五十沢小学校（同上）[256]
- 南魚沼市立五日町小学校（2019年新設の南魚沼市立おおまき小学校へ統合）[257]
- 南魚沼市立大巻小学校（同上）[257]
- 南魚沼市立第一上田小学校（2020年新設の南魚沼市立上田小学校へ統合）[258]
- 南魚沼市立第二上田小学校（同上）[258]
- 南魚沼市立石打小学校〈旧〉（2022年新制の南魚沼市立石打小学校へ統合） [259]
- 南魚沼市立上関小学校（同上）[259]

六日町（2004年廃止）
- 六日町立大月小学校（1968年南魚沼市立六日町小学校）〈当時：六日町立〉へ統合され大月校舎へ移行、1970年廃止）[260]
- 六日町立城内小学校山口分校（1973年8月29日閉校）[261]

大巻村（1956年廃止）
- 大巻村立野田小学校（1960年南魚沼市立大巻小学校〈当時：大巻村立〉へ統合）[262]

大和町（2004年廃止）
- 大和町立五箇小学校（1967年南魚沼市立浦佐小学校〈当時：大和町立〉へ統合）[263]

塩沢町（2005年廃止）
- 塩沢町立塩沢小学校〈旧〉（1983年新制の南魚沼市立塩沢小学校〈当時：塩沢町立〉へ統合）[264]
- 塩沢町立樺野沢小学校（同上）[264]

## 胎内市
- 胎内市立本条小学校（2010年胎内市立胎内小学校へ統合）[265]
- 胎内市立柴橋小学校（同上）[265]
- 胎内市立黒川小学校〈旧〉（2013年新制の胎内市立黒川小学校へ統合）[266]
- 胎内市立大長谷小学校（同上）[266]
- 胎内市立鼓岡小学校（同上）[266]

中条町（2005年廃止）
- 中条町立大出小学校（1994年胎内市立きのと小学校〈当時：中条町立〉へ統合）[267]
- 中条町立乙小学校（同上）[267]
- 中条町立十二天小学校（同上）[267]
- 中条町立築地小学校〈旧〉（2002年新制の胎内市立築地小学校〈当時：中条町立〉へ統合）[268]
- 中条町立村松浜小学校（同上）[268]
- 中条町立竹島小学校（同上）[268]
- 中条町立高浜小学校（同上）[268]

## 北蒲原郡
- 聖籠町立亀代小学校亀塚分校（1978年閉校）[269]
- 聖籠町立亀代小学校次第浜分校（1978年閉校）[269]
- 聖籠町立蓮野小学校藤寄分校（1986年閉校）[270]

## 西蒲原郡
- 弥彦村立弥彦小学校〈旧〉（1970年新制の弥彦村立弥彦小学校へ統合）[271]
- 弥彦村立矢作小学校（同上）[271]
- 弥彦村立矢作小学校大戸分校（同上）[271]
- 弥彦村立麓小学校（同上）[271]
- 弥彦村立麓小学校やひこ学園分校（同上）[271]
- 弥彦村立弥彦小学校やひこ学園分校（1979年弥彦村立やひこ養護学校新設に伴い閉校）[80]

## 東蒲原郡
- 阿賀町立西川小学校神谷分校（2007年閉校）[272]
- 阿賀町立三宝分小学校（2010年阿賀町立上条小学校へ統合）[273]
- 阿賀町立七名小学校（同上）[273]
- 阿賀町立津川小学校〈旧〉（2019年新制の阿賀町立津川小学校へ統合）[274]
- 阿賀町立鹿瀬小学校〈2代目〉（同上）[274]
- 阿賀町立日出谷小学校（同上）[274]
- 阿賀町立三郷小学校（同上）[274]
- 阿賀町立上条小学校（2019年新設の阿賀町立上川小学校へ統合）[275]
- 阿賀町立西川小学校（同上）[275]

津川町（2005年廃止）
- 津川町立栄山小学校（1983年阿賀町立三郷小学校〈当時：津川町立〉へ統合）[276]
- 津川町立鳥井小学校（同上）[276]

鹿瀬町（2005年廃止）
- 鹿瀬町立実川小学校（1972年阿賀町立日出谷小学校〈当時：鹿瀬町立〉へ統合）[277]
- 鹿瀬町立実川小学校島分校（同上）[277]
- 鹿瀬町立日出谷小学校小荒冬季分校（1978年閉校）[277]
- 鹿瀬町立豊実小学校（1989年阿賀町立日出谷小学校〈当時：鹿瀬町立〉へ統合）[277]

両鹿瀬村（1956年両鹿瀬町へ町制施行、のち鹿瀬町へ改称）
- 両鹿瀬村立向鹿瀬小学校（1953年両鹿瀬小〈のち：2代目鹿瀬小〉へ統合）[278]
- 両鹿瀬村立鹿瀬小学校〈初代〉（同上）[278]

上川村（2005年廃止）
- 上川村立豊川小学校（1955年上条小へ統合）[273]
- 上川村立七名小学校茗荷冬季分校（1972年閉校）[62]
- 上川村立七名小学校滝首冬季分校（1972年閉校）[62]
- 上川村立七名小学校大倉分校（1988年休校、1989年閉校）
- 上川村立西川小学校鍵取分校（1993年閉校）[272]
- 上川村立上条小学校払川分校（1995年閉校）[273]

三川村（2005年廃止）
- 三川村立谷花小学校大須郷冬季分校（1966年閉校）[62]
- 三川村立新谷小学校（1967年阿賀町立三川小学校〈当時：三川村立〉へ統合）[279]
- 三川村立船戸小学校（1970年三川小へ統合）[279]
- 三川村立三川小学校行地冬季分校（1980年閉校）[279]
- 三川村立三川小学校中ノ沢分校（1950年綱木小から移管、1984年休校、1985年12月再開、2002年閉校）[279]
- 三川村立谷花小学校（2003年三川小へ統合）[279]
- 三川村立綱木小学校（同上）[279]
- 三川村立下条小学校（2005年三川小へ統合）[279]

## 三島郡
- 出雲崎町立出雲崎小学校〈旧〉（2000年新制の出雲崎町立出雲崎小学校へ統合）[280]
- 出雲崎町立西越小学校（同上）[280]

## 南魚沼郡
- 湯沢町立土樽小学校旭原分校（1975年閉校）[29]
- 湯沢町立三国小学校（2014年湯沢町立湯沢小学校へ統合し、湯沢町立湯沢中学校と合わせて湯沢学園へ）[281]
- 湯沢町立三俣小学校（同上）[281]
- 湯沢町立神立小学校（同上）[281]
- 湯沢町立土樽小学校（同上）[281]

## 中魚沼郡
- 津南町立芦ヶ崎小学校田中分校（1957年新設の津南町立三里小学校へ統合）[282]
- 津南町立芦ヶ崎小学校小下里分校（同上）[282]
- 津南町立下船渡小学校芦ヶ崎分校（1961年芦ヶ崎小から移管、閉校時期不詳）[282]
- 津南町立宮野原小学校（1964年新設の津南町立上郷小学校へ統合）[283]
- 津南町立大井平小学校（同上）[283]
- 津南町立寺石小学校（同上）[283]
- 津南町立秋成小学校下日出山冬季分校（1965年閉校）
- 津南町立芦ヶ崎小学校横根分校（秋成小から移管、1970年閉校）[282]
- 津南町立秋成小学校中ノ平冬季分校（1973年閉校）[62]
- 津南町立上郷小学校中子分校（1973年芦ヶ崎小へ統合）[283]
- 津南町立外丸小学校樽田分校（1975年閉校）[284]
- 津南町立上郷小学校日出山分校（1975年閉校）[284]
- 津南町立上郷小学校出浦分校（1979年閉校）[1]
- 津南町立秋成小学校（1980年津南町立中津小学校へ統合）[284]
- 津南町立上田小学校（1983年新設の津南町立津南小学校へ統合）[285]
- 津南町立三里小学校（同上）[285]
- 津南町立下船渡小学校（同上）[285]
- 津南町立田所小学校（1986年津南町立津南原小学校へ統合）[284]
- 津南町立田所小学校大場分校（同上）[284]
- 津南町立中津峡小学校（1986年休校、1992年津南町立中津小学校へ統合）[286]
- 津南町立三箇小学校（2010年津南小へ統合）[285]
- 津南町立津南原小学校（同上）[285]
- 津南町立中津小学校大赤沢分校（2011年休校、2015年津南小大赤沢分校へ移行[287]、2021年閉校[288]）
- 津南町立中津小学校（2015年津南小へ統合）[289]
- 津南町立外丸小学校（同上）[289]

## 刈羽郡
- 刈羽村立刈羽小学校〈旧〉（1979年新制の刈羽村立刈羽小学校へ統合）[290]
- 刈羽村立赤田小学校（同上）[290]
- 刈羽村立高町小学校（同上）[290]
- 刈羽村立勝山小学校（同上）[290]
- 刈羽村立刈羽小学校油田分校（1979年赤田小から移管、1980年閉校）[290]

## 岩船郡

### 関川村
- 関川村立沼小学校畑冬季分校（1966年閉校）[62]
- 関川村立金丸小学校八ツ口冬季分校（1974年10月7日閉校）[133]
- 関川村立金丸小学校上ノ沢分校（1975年閉校）[133]
- 関川村立金丸小学校（2001年関小へ統合）[291]
- 関川村立沼小学校（同上）[291]
- 関川村立関小学校（2010年新設の関川村立関川小学校へ統合）[292]
- 関川村立安角小学校（同上）[292]
- 関川村立土沢小学校（同上）[292]
- 関川村立川北小学校（同上）[292]
- 関川村立女川小学校（同上）[292]

### 粟島浦村
- 粟島浦村立粟島浦小学校釜谷分校（1995年閉校）[293]